# Dwight Pezzarossi
Dwight Anthony Pezzarossi García (Cidade da Guatemala, 4 de setembro de 1979) é um ex-futebolista guatemalteco que atuava como atacante.

## Carreira
Um dos mais famosos jogadores de futebol da Guatemala, Pezzarossi (apelidado de El Tanque) profissionalizou-se em 2000, no Comunicaciones, onde teve 5 passagens. Pelos Cremas, venceu o Campeonato Guatemalteco em 1996–97, 1997–98 e 1998–99, além dos torneios Apertura de 1999, 2010 e 2012, e o Clausura em 2011 e 2013, ano de sua aposentadoria dos gramados. Jogou também no Deportivo Marquense entre 2007 e 2008.
Fora de seu país, defendeu Argentinos Juniors, Palestino, Santiago Wanderers, Racing de Ferrol, Numancia e Deportes La Serena. Em 2004 chegou a assinar com o Bolton Wanderers, porém nunca atuou oficialmente pelo clube inglês.

## Seleção Guatemalteca
Pela Seleção Guatemalteca, El Tanque disputou 72 partidas entre 2000 e 2012, tendo feito 16 gols (é o sétimo maior artilheiro dos Chapines, empatado com Edwin Westphal) e participando de 3 edições da Copa Ouro da CONCACAF (2005, 2007 e 2011).

## Pós-aposentadoria
Em setembro de 2014, Pezzarossi foi nomeado Ministro da Cultura e dos Esportes da Guatemala, sucedendo Carlos Batzín, permanecendo no cargo por um ano.

## Títulos
Comunicaciones
- Campeonato Guatemalteco: 8 (1996–97, 1997–98, 1998–99, Apertura 1999, Apertura 2010, Clausura 2011, Apertura 2012 e Clausura 2013)
- Copa da Guatemala: 1 (2009)